# بوب وايت (لاعب كرة قدم أمريكية)
بوب وايت (بالإنجليزية: Bob White)‏ هو لاعب كرة قدم أمريكية أمريكي، ولد في 22 أغسطس 1938 في بورتسموث في الولايات المتحدة.

## وصلات خارجية
- بوب وايت على موقع مرجع كرة القدم المحترفة.كوم (الإنجليزية)